# 바이오하자드 RE:4
《바이오하자드 RE:4》는 캡콤이 제작 · 출시한 서바이벌 호러 비디오 게임이다. 2005년 발매된 《바이오하자드 4》의 리메이크로, 2023년 3월 24일 마이크로소프트 윈도우, 플레이스테이션 5 및 엑스박스 시리즈 X/S용으로 전세계에 동시발매됐다. 유럽 포함 영어권 지역 출시명은 원작과 동일한 《레지던트 이블 4》이다.
원작의 줄거리를 바탕으로 재구성했으며, 플레이어는 주인공 레온 S. 케네디을 조종해 스페인의 마을에서 미국 대통령의 딸 애슐리 그래햄을 구출하는 것이 목표이다.

## 개발
게임 개발은 스튜디오 엠투가 맡아 2018년 경부터 시작했다. 이후 2021년 초, 캡콤이 게임 제작진을 2019년작 《바이오하자드 RE:2》의 개발자가 다수 포진한 자사의 개발1부로 전환했다.
2022년 6월 3일, 캡콤은 《바이오하자드 RE:4》를 2023년 3월 23일 목표 출시일과 함께 공식적으로 발표했다.

## 반응

### 평론
《바이오하자드 RE:4》는 리뷰 애그리게이터 웹사이트 메타크리틱에서 "전폭적인 호평"을 기록했다.

### 흥행
《바이오하자드 RE:4》는 발매 이틀 만에 3백만 장 이상의 판매량을 기록했다. 첫 2주동안 4백만 장이 판매되면서 《바이오하자드》 게임 역사상 가장 빨린 게임이 됐다.

## 참조

### 내용주
1. ↑  영어: Biohazard RE:4
2. ↑  영어: Resident Evil 4